# Liste der Bodendenkmale in Soderstorf
In der Liste der Bodendenkmale in Soderstorf sind alle Bodendenkmale der niedersächsischen Gemeinde Soderstorf aufgelistet. Die Quelle ist der Denkmalatlas Niedersachsen. Der Stand der Liste ist der 6. Oktober 2024.

## Allgemein
In den Spalten finden sich folgende Informationen des Bodendenkmales :
- Lage        : geographische Koordinaten
- Bezeichnung : Bezeichnung lt. Denkmalatlas
- Beschreibung: Beschreibung lt. Denkmalatlas
- ID          : Objekt-ID
- Bild        : Bild, ggf. zusätzlich mit Link zu weiteren Fotos im Medienarchiv Wikimedia Commons.

## Raven
| Lage                         | Bezeichnung                | Beschreibung | ID       | Bild           |
| ---------------------------- | -------------------------- | --- | -------- | -------------- |
| 53° 10′ 54″ N, 10° 9′ 46″ O  | Raven 1, Großsteingrab     | Sprockhoff beschrieb das Grab im Jahr 1967 wie folgt: Grab I. Nicht mehr intaktes Hünenbett in Richtung Nordost-Südwest mit einer gleichgerichteten Kammer. Diese besteht aus vier Jochen. Alle Trägersteine und drei Decksteine sind vorhanden und finden sich in alter Lage und Stellung. Der nordöstliche Deckstein ist abgewälzt und liegt gesprengt nordöstlich der Kammer. Die lichte Weite beträgt 5 m zu 1,4 m bis 1,5 m. Von der Umfassung sind noch 17 Steine vorhanden, von denen nur wenige in situ stehen. Zwei durch das Steinroden entstandene Gräben machen eine Länge des Hünenbettes von etwa 18 Metern bei einer Breite von 7 Metern wahrscheinlich. | 28931157 | Weitere Bilder |
| 53° 10′ 32″ N, 10° 11′ 10″ O | Raven 2, Großsteingrab     | Sprockhoff schrieb zu der Anlage im Jahr 1967 folgendes: Steinkammer in Richtung Nordwest-Südost, in einem runden Hügel von 16 m Durchmesser. Krüger, der das Grab zuerst aufgenommen hat, fand den Befund vor, der nach seiner Aufnahme für den Atlas umgezeichnet wurde und in seinen Worten wiedergegeben ist. Erhalten sind zwei mächtige Decksteine, der westliche Kammerendstein [in situ] und drei Seitensteine der Kammer, zwei südlich, einer nördlich [in situ]. Die beiden Decksteine sind in die Kammer gestürzt. Ein außerhalb im Süden in Situ liegender Stein kann als Gangträger angesehen werden. Eine Untersuchung durch Wegewitz ergab, dass alle 11 Tragsteine der fünfjochigen Anlage vorhanden waren, dazu zwei Trägersteine des im Südosten befindlichen Ganges. Allerdings waren die vorstehend nicht erwähnten Tragsteine umgefallen oder von Erde bedeckt. Demgemäß konnte die Kammer durch Aufrichten der Trägersteine rekonstruiert werden. Ihre lichte Weite beträgt 6 m : 1,5 m. | 28931159 | Weitere Bilder |
| 53° 10′ 11″ N, 10° 7′ 5″ O   | Raven 16, Grabhügel        | Rund, Dm. 13 m; H. 1,3 m. Rand abgesetzt. Am Süd-Rand eine kleine Eingrabung mit ertastbaren Steinen. Flacher Grenzgraben in Nordnordwest-Südsüdost Richtung. | 28931161 | BW             |
| 53° 10′ 8″ N, 10° 7′ 7″ O    | Raven 17, Grabhügel        | Fast rund, Durchmesser ca. 10 m und Höhe ca. 0,5 m, Rand läuft aus, Kuppe abgeflacht. Ein Nordnordwest-Südsüdost orientierter Grenzgraben. | 28931163 | BW             |
| 53° 10′ 46″ N, 10° 10′ 8″ O  | Raven 31, Grabhügel        | Fast rund, Dm. 15 m; H. 0,9 m. Kuppe abgeflacht. Rand auslaufend und nach Süden leicht abfallend. | 28931165 | BW             |
| 53° 10′ 13″ N, 10° 7′ 20″ O  | Raven 34, Grabhügel        | Ringförmiger Hügelrest, Dm. 9,5 m; H. 0,7 m, mit großer, zentraler Eingrabung, L. 4,5 m; Br. 2,5 m; T. 0,5 m. Am W-Rand einige Granitsteine. | 28931167 | BW             |
| 53° 10′ 16″ N, 10° 7′ 45″ O  | Raven 35, Umwallung/Gehege | Zwei umwallte und mit flachen Gräben umgebene ovale Flächen. Die westliche Anlage hat im Westen, die östlich im Osten einen Doppelwall. Von der westlichen Anlage zweigt im Südwesten ein weiterer, gerader Wall in Richtung Westsüdwest ab. H. der Wälle bis 0,6 m; Br. bis 1,5 m. Br. der Grabensohle bis 1 m. | 28931277 | BW             |

## Rolfsen
| Lage                        | Bezeichnung            | Beschreibung | ID       | Bild           |
| --------------------------- | ---------------------- | --- | -------- | -------------- |
| 53° 9′ 33″ N, 10° 7′ 53″ O  | Rolfsen 4, Steinkiste  | | 28930542 | Weitere Bilder |
| 53° 9′ 37″ N, 10° 7′ 9″ O   | Rolfsen 13, Grabhügel  | Rund, Dm. 9,5 m; H. 0,5 m. Rand auslaufend, in der Kuppe eine flache Mulde. Oberfläche unregelmäßig. | 28930542 | BW             |
| 53° 9′ 44″ N, 10° 7′ 10″ O  | Rolfsen 14, Grabhügel  | Fast rund, Dm. 11 m; H. im Osten 0,6 m; H. im Westen 1 m. Kuppe it abgeflacht und Rand auslaufend. Große, flache Eingrabung nördlich der Mitte, L. 4 m; Br. 3 m.                                                                  | 28930544 | BW             |
| 53° 9′ 48″ N, 10° 7′ 14″ O  | Rolfsen 15, Grabhügel  | Fast rund, Dm. 9,5 m; H. 0,8 m. Nord-Bereich angeschnitten. Am Ost-Rand eine Eingrabung. | 28930546 | BW             |
| 53° 10′ 3″ N, 10° 7′ 35″ O  | Rolfsen 16, Grabhügel  | Fast rund, Dm. 10 m; H. 0,9 m. Im Nordwest-Bereich ein großer Granitstein. Im Nord-Bereich eine Eingrabung, L. 3 m; Br. 2 m; T. 0,4 m. Wenige Granitsteine. Nach Norden ein Rodungswall. Von Pflanzfurchen überzogen.             | 28930548 | BW             |
| 53° 10′ 5″ N, 10° 7′ 34″ O  | Rolfsen 17, Grabhügel  | | 28930550 | BW             |
| 53° 9′ 48″ N, 10° 7′ 14″ O  | Rolfsen 18, Grabhügel  | Oval, L. 13 m, Br. ca. 11 m und H. noch 0,2 m. Nur noch als schwache, verwaschene Anhöhe erkennbar. Wenige Granitsteine. | 28930646 | BW             |
| 53° 10′ 2″ N, 10° 8′ 29″ O  | Rolfsen 26, Grabhügel  | Fast rund, Dm. 12 m; H. 0,7 m. Oberfläche unregelmäßig. Im Zentrum eine Eingrabung. Am Nordwest-Rand ein Findling, am Süd-Rand eine Fahrspur.                                                                                     | 28930658 | BW             |
| 53° 9′ 31″ N, 10° 8′ 25″ O  | Rolfsen 34, Grabhügel  | Oval, O-W orientiert, L. 12 m, Br. 9,5 m und H. ca. 0,2 m. Rand auslaufend. Einige faustgroße Granitsteine sichtbar. | 28930660 | BW             |
| 53° 9′ 30″ N, 10° 8′ 27″ O  | Rolfsen 35, Grabhügel  | Oval, N-S orientiert, L. 13,5 m, Br. 10 m und H. 0,9 m. Unmittelbar westl. eine große, tiefe Eingrabung. Am O-Rand eine Eingrabung mit einem Dm. von 2 m. Von Pflanzfurchen überzogen.                                            | 28930662 | BW             |
| 53° 9′ 26″ N, 10° 8′ 30″ O  | Rolfsen 36, Grabhügel  | Fast rund, Dm. 11,5 m und H. im S 0,6 m, und im N 0,4 m. Oberfläche unregelmäßig. Am O-Rand ein Granitstein. Am N-Rand flacher, verwaschener Graben.                                                                              | 28930664 | BW             |
| 53° 9′ 16″ N, 10° 8′ 28″ O  | Rolfsen 42, Grabhügel  | Oval, NO-SW orientiert, L. 11,5 m; Br. 9,5 m; H. 0,5 m. N-Rand angeschnitten. Einige Granitsteine sichtbar. | 28930676 | BW             |
| 53° 9′ 28″ N, 10° 8′ 41″ O  | Rolfsen 44, Grabhügel  | | 28930773 | BW             |
| 53° 10′ 4″ N, 10° 10′ 53″ O | Rolfsen 60, Grabhügel  | Fast rund, Dm. 10 m und H. 0,7 – 1,2 m. Oberfläche zerfahren und am S-Rand ein Granitstein. Nördlicher Hügelfuß wird etwas von Weg angeschnitten.                                                                                 | 28930777 | BW             |
| 53° 10′ 2″ N, 10° 10′ 57″ O | Rolfsen 70, Grabhügel  | Fast rund, Dm. 14,5 m; H. 0,9 m. Kuppe abgeflacht und Rand auslaufend. Einige Granitsteine ertastbar. | 28930781 | BW             |
| 53° 9′ 28″ N, 10° 8′ 39″ O  | Rolfsen 80, Grabhügel  | Oval, NO-SW orientiert, L. 7 m, Br. 5 m und H. noch 0,5 m. Im Westen durch Weg angeschnitten. Über den westlichen Hügel ein schmaler, flacher Graben. Südöstlich sind vier eimergroße und zwei kopfgroße Granitsteine abgelagert. | 28930789 | BW             |
| 53° 10′ 4″ N, 10° 7′ 31″ O  | Rolfsen 102, Grabhügel | Oval, L. (Nord-Süd) 19 m; Br. ca. 17 m; H. ca. 0,6 m. Rand auslaufend und im Süden von Schneise angeschnitten. Tiefe Pflanzfurchen in Richtung Ost-West.                                                                          | 28930799 | BW             |

### Rolfsen 21
- ID:28931297
- Ca. 1 km nordwestl. von Rolfsen liegen fünf Grabhügel, davon sind noch drei vorhanden (FStNr. 22 – 24), zwei sind wahrscheinlich unter einem Rodungswall noch in Resten erhalten (FStNr. 21, 25). Dm. 8 – 10 m; H. 0,25 – 0,4 m; rund oder fast rund.

| Lage                       | Bezeichnung | Beschreibung | ID       | Bild |
| -------------------------- | ----------- | --- | -------- | ---- |
| 53° 10′ 2″ N, 10° 8′ 21″ O | Rolfsen 21  | Obertägig nicht feststellbar, wahrscheinlich größtenteils unter einem Rodungswall in OW-Richtung liegend. Maße des Hügels nicht feststellbar. Am Rand des Rodungswalles zwei eimergroße sowie weitere kleinere Granitsteine sichtbar.                                                         | 28930648 | BW   |
| 53° 10′ 2″ N, 10° 8′ 21″ O | Rolfsen 22  | Fast rund, Dm. 8 m und H. 0,3 m. Von Pflanzfurchen überzogen in Richtung NNW-SSO. Kuppe abgeflacht und Rand auslaufend. | 28930650 | BW   |
| 53° 10′ 2″ N, 10° 8′ 22″ O | Rolfsen 23  | Fast rund, Dm. 10 m und H. 0,4 m. Kuppe abgeflacht und Rand aus. Von flachen Pflanzfurchen in Richtung NNW-SSO überzogen. | 28930652 | BW   |
| 53° 10′ 2″ N, 10° 8′ 23″ O | Rolfsen 24  | Fast rund, Dm. ca. 9 m und H. 0,25 m. Rand läuft aus und Kuppe stark abgeflacht. Von tiefen Pflanzfurchen in Richtung NNW-SSO überzogen. Wenige Granitsteine sichtbar. | 28930654 | BW   |
| 53° 10′ 2″ N, 10° 8′ 24″ O | Rolfsen 25  | Obertägig nicht mehr feststellbar, möglicherweise liegt der Hügelrest unter einem Rodungshaufen in Richtung WNW-OSO. Am Rande des Rodungswalles sind drei eimergroße Granitsteine abgelagert. Teile des Hügels sind möglicherweise bei der Verbreiterung der Wege im S und O zerstört worden. | 28930656 | BW   |

### Rolfsen 37
- ID:28931303
- Ca. 1,4 km südwestl. der Ortsmitte von Rolfsen, auf dem erhöhten O-Ufer einer Bachniederung liegt eine Gruppe von fünf Grabhügeln sowie einem fraglichen Hügel (FStNr. 79), drei Hügel sind rund, zwei oval. Dm. 9 – 16 m, H. 0,5 – 1,1 m.

| Lage                       | Bezeichnung | Beschreibung | ID       | Bild |
| -------------------------- | ----------- | --- | -------- | ---- |
| 53° 9′ 23″ N, 10° 8′ 26″ O | Rolfsen 37  | Fast rund, Durchmesser ca. 14 m und Höhe ca. 1,4 m. Oberfläche unregelmäßig. Eine große Eingrabung stört die Kuppe. | 28930666 | BW   |
| 53° 9′ 23″ N, 10° 8′ 27″ O | Rolfsen 38  | Oval (Ost-West orientiert), Länge ca. 11 m, Breite ca. 8 m und Höhe ca. 0,6 m, Rand auslaufend. Schwacher umlaufender Graben im mittleren Hügelbereich von Südost bis Südwest. Oberfläche gestört. | 28930668 | BW   |
| 53° 9′ 21″ N, 10° 8′ 25″ O | Rolfsen 39  | Fast rund, Durchmesser ca. 8 m und Höhe noch 0,6 m. Kuppe abgeflacht und Rand abgesetzt. Auf der Kuppe Steine ertastbar, durch Eingrabungen gestört. Oberfläche gestört. | 28930670 | BW   |
| 53° 9′ 21″ N, 10° 8′ 25″ O | Rolfsen 40  | Fast rund, Dm. 9 m; H. nach Süden 0,8 m. In der Kuppe eine Mulde, Rand abgesetzt. Nördlich eine Erdentnahmestelle, dadurch wirkt der Hügel höher. Am Ost-Rand ein Findling und mehrere bis zu eimergroße Granitsteine, die wohl rezent abgelagert wurden. Vereinzelt Granitsteine am Hügelrand ertastbar. | 28930672 | BW   |
| 53° 9′ 20″ N, 10° 8′ 25″ O | Rolfsen 41  | Oval, Nordost-Südwest orientiert, L. 11 m; Br. 7 m; H. 0,8 m. Eine Ost-West orientierte Rinne. Am Nord-Rand ein Granitstein. | 28930674 | BW   |

### Rolfsen 43
- ID:28931299
- Etwa 0,7 km südwestl. von Rolfsen liegt eine Gruppe von fünf (möglicherweise sechs) dicht beieinanderliegenden Grabhügeln. Sie sind rund oder fast rund, Dm. 5 – 12 m; H. 0,2 – 1,2 m.

| Lage                       | Bezeichnung | Beschreibung | ID       | Bild |
| -------------------------- | ----------- | --- | -------- | ---- |
| 53° 9′ 19″ N, 10° 8′ 25″ O | Rolfsen 43  | | 28930771 | BW   |
| 53° 9′ 19″ N, 10° 8′ 25″ O | Rolfsen 81  | Fast rund, Durchmesser (Nord-Süd) 7 m, (Ost-West) 8 m und Höhe ca. 0,8 m, zentrale runde Kuppenmulde mit Auswurf überwiegend nach Süd. Rand abgesetzt.                                     | 28930791 | BW   |
| 53° 9′ 19″ N, 10° 8′ 25″ O | Rolfsen 82  | | 28930793 | BW   |
| 53° 9′ 18″ N, 10° 8′ 26″ O | Rolfsen 83  | Fast rund, Dm. Ost-West 12 m; Nord-Süd 11 m; H. nach Nordwesten 0,7 m; nach Nordosten 1,2 m. Oberfläche unregelmäßig, in der Mitte eine größere Einsenkung. Am Süd-Rand alte Einkuhlungen. | 28930795 | BW   |
| 53° 9′ 19″ N, 10° 8′ 26″ O | Rolfsen 85  | | 28930797 | BW   |

### Rolfsen 58
- ID:28931402
- Zwischen 1,5 und 1,8 km östl. der Ortsmitte von Rolfsen, nahe der Gemeindegrenze zu Oldendorf liegt eine Gruppe von ursprünglich neun Grabhügeln, etwa in einer Reihe von WSW nach ONO angeordnet, ferner ein fraglicher Grabhügel (FStNr. 72). FStNr. 58, 62, 73 – 75 und 109 erhalten, FStNr. 63 – 65 zerstört. Die erhaltenen Grabhügel sind überwiegend rund oder fast rund, ein Hügel ist oval. Dm. 8 – 18 m; H. 0,5 – 1,8 m.

| Lage                        | Bezeichnung | Beschreibung | ID       | Bild |
| --------------------------- | ----------- | --- | -------- | ---- |
| 53° 9′ 42″ N, 10° 11′ 2″ O  | Rolfsen 58  | Fast rund, Dm. 12 m; H. 0,8 m. Kuppe abgeflacht. Holzrückspuren. Wenige Granitsteine sichtbar.                                                                                             | 28930775 | BW   |
| 53° 9′ 42″ N, 10° 10′ 55″ O | Rolfsen 62  | | 28930779 | BW   |
| 53° 9′ 42″ N, 10° 10′ 57″ O | Rolfsen 73  | Fast rund, Dm. 9 m; H. im Süden 0,6 m; H im Norden 0,8 m. Nordwest-Bereich abgetragen, im Nordost-Bereich eine Mulde. Kuppe abgeflacht und Rand auslaufend. Am Süd-Rand eine Holzrückspur. | 28930783 | BW   |
| 53° 9′ 42″ N, 10° 10′ 59″ O | Rolfsen 74  | Rund, Dm. 18 m; H. im Süden 1,8 m; H. im Westen 1 m. In der Kuppe eine Mulde, Rand abgesetzt. Am Südwest-Rand wenige Granitsteine.                                                         | 28930785 | BW   |
| 53° 9′ 41″ N, 10° 11′ 7″ O  | Rolfsen 75  | Rund, Dm. 12,5 m; H. 1,2 m. Rand abgesetzt und in der Kuppe eine Mulde. Wenige Granitsteine sichtbar.                                                                                      | 28930787 | BW   |
| 53° 9′ 42″ N, 10° 11′ 1″ O  | Rolfsen 109 | Oval, Ost-West orientiert, L. 8 m; Br. 6,5 m; H. 0,5 m. In der Kuppe eine flache Mulde. Rand auslaufend.                                                                                   | 28930894 | BW   |

## Soderstorf
| Lage                        | Bezeichnung                    | Beschreibung | ID       | Bild           |
| --------------------------- | ------------------------------ | --- | -------- | -------------- |
| 53° 7′ 40″ N, 10° 8′ 58″ O  | Soderstorf 4, Grabhügel        | Fast rund, Dm. 14,5 m; H. 0,7 m. In der Kuppe eine Mulde (Dm. ca. 5 m; T. 0,5 m). Rand abgesetzt. Einige Steine sichtbar und ertastbar. Am Nord-Rand Lesesteine. | 28932831 | BW             |
| 53° 8′ 38″ N, 10° 10′ 8″ O  | Soderstorf 26, Großsteingrab   | Eine erste Untersuchung des Großsteingrabes erfolgte 1883, eine weitere wurde 1970 vorgenommen, anschließend wurde das Großsteingrab restauriert. | 28932953 | Weitere Bilder |
| 53° 8′ 37″ N, 10° 10′ 9″ O  | Soderstorf 27, Grabhügel       | Rekonstruierter Grabhügel, ursprünglich 11 m Durchmesser; H: 0,8 m. Flache Eindellung in der Kuppe. | 28932957 | BW             |
| 53° 8′ 37″ N, 10° 10′ 7″ O  | Soderstorf 28, Urnengräberfeld | | 28932870 | Weitere Bilder |
| 53° 7′ 45″ N, 10° 5′ 10″ O  | Soderstorf 38, Grabhügel       | Fast rund, Dm. 20 m; H. 1,4 m. Rand abgesetzt. Am Nordost-Rand eine Fahrspur. | 28933072 | BW             |
| 53° 8′ 44″ N, 10° 7′ 27″ O  | Soderstorf 41, Grabhügel       | Fast rund, am Rande einer Bachniederung. Dm. 16 m; H. 1,2 m. Süd-Rand von Weg angeschnitten. Rand abgesetzt. Von flachen Pflanzfurchen überzogen. | 28933078 | BW             |
| 53° 7′ 6″ N, 10° 7′ 49″ O   | Soderstorf 72, Grabhügel       | Fast rund, Dm. 14,5 m; H. 1,2 m. Rand abgesetzt. In der Kuppe eine flache Mulde von 5 m Durchmesser. | 28933326 | BW             |
| 53° 7′ 50″ N, 10° 7′ 34″ O  | Soderstorf 90, Grabhügel       | Dm. 22 m; H. im NO 1,1 m, in den anderen Richtungen nur 0,5 m. | 28933457 | BW             |
| 53° 8′ 6″ N, 10° 7′ 43″ O   | Soderstorf 91, Grabhügel       | Rund, beherrschend über dem Luhetal. Dm. 13 m; H. 0,8 m. Kuppe abgeflacht und Rand schwach abgesetzt. | 28933459 | BW             |
| 53° 6′ 54″ N, 10° 8′ 28″ O  | Soderstorf 95, Grabhügel       | Fast rund, Dm. 13,5 m; H. 0,6 m. Kuppe abgeflacht und Rand auslaufend. Von flachen Pflanzfurchen überzogen. | 28933563 | BW             |
| 53° 6′ 56″ N, 10° 8′ 31″ O  | Soderstorf 96, Grabhügel       | Rund, Dm. 21 m; H. 1,5 m. Rand abgesetzt. Zentrale Eingrabung (oval, Nordwest-Südost orientiert, L. 8 m; Br. 6 m; T. 0,7 m). Nordwest-Bereich gestört. Wenige Granitsteine sichtbar und ertastbar.                                                                                             | 28933565 | BW             |
| 53° 6′ 55″ N, 10° 8′ 34″ O  | Soderstorf 97, Grabhügel       | Rund, Dm. 14 m; H. 1 m. Nordwestlich der Mitte eine Eingrabung. Eine Nordwest-Südost orientierte Fahrspur. Am Ost-Rand ein Waldweg. Kuppe abgeflacht. | 28933567 | BW             |
| 53° 6′ 56″ N, 10° 8′ 39″ O  | Soderstorf 98, Grabhügel       | Oval, Nord-Süd orientiert, L. 23 m; Br. 13,5 m. H. im Nordosten 1,2 m; H. im Südwesten 1,5 m. Rand abgesetzt. Pflanzfurchen. | 28933569 | BW             |
| 53° 6′ 57″ N, 10° 8′ 37″ O  | Soderstorf 99, Grabhügel       | Rund, beherrschend über dem Luhetal. Dm. 18 m; H. 1,5 m. Rand abgesetzt. Von flachen Pflanzfurchen überzogen. | 28933571 | BW             |
| 53° 6′ 59″ N, 10° 8′ 42″ O  | Soderstorf 100, Grabhügel      | Fast rund, Dm. 16,5 m; H. 1,5 m. Pflanzfurchen und Panzerspur. Rand abgesetzt. | 28933573 | BW             |
| 53° 7′ 1″ N, 10° 8′ 45″ O   | Soderstorf 101, Grabhügel      | Fast rund, Dm. ca. 6 m; H. noch 0,2 m. Hügel (wohl von Panzern?) stark zerfahren. Kuppe abgeflacht und Rand auslaufend. Oberfläche zerklüftet. Mehrere größere Granitsteine. | 28933575 | BW             |
| 53° 7′ 1″ N, 10° 8′ 45″ O   | Soderstorf 102, Grabhügel      | Fast rund, Dm. 10 m; H. 0,6. Kuppe abgeflacht und Rand auslaufend. Kleine Mulden, Oberfläche durch Panzerspur zerfahren. | 28933577 | BW             |
| 53° 6′ 59″ N, 10° 8′ 40″ O  | Soderstorf 103, Grabhügel      | Rund, Dm. 10 m; H. 0,8 m. Kuppe abgeplattet und zerklüftet. Eine Fahrzeugspur in Richtung Nordwest-Südost. | 28933579 | BW             |
| 53° 6′ 59″ N, 10° 8′ 41″ O  | Soderstorf 104, Grabhügel      | | 28933581 | BW             |
| 53° 6′ 56″ N, 10° 8′ 19″ O  | Soderstorf 105, Grabhügel      | Rund, Dm. 15 m; H. 0,7 m. Rand abgesetzt und eine große zentrale, flache Eingrabung. | 28933583 | BW             |
| 53° 6′ 55″ N, 10° 8′ 20″ O  | Soderstorf 106, Grabhügel      | Fast rund, Dm. 17 m; H. 0,7 m. Im Südsüdost-Bereich ein Waldweg, Ostnordost-Westsüdwest orientiert. Rand auslaufend und Kuppe abgeflacht. | 28933585 | BW             |
| 53° 6′ 44″ N, 10° 8′ 10″ O  | Soderstorf 107, Grabhügel      | Fast rund, Dm. 15 m; H. 1,3 m. Rand auslaufend. Von flachen Pflanzfurchen überzogen. | 28933587 | BW             |
| 53° 8′ 58″ N, 10° 9′ 5″ O   | Soderstorf 124, Grabhügel      | Unregelmäßige Erhöhung, ca. 11 m Dm., zahlreiche Felssteine mit fühlbar (Pflasterung?). Am Süd-Rand eine Schützenstellung, im Profil der Eingrabung ist auf ca. 5 m L. eine Steinreihung erkennbar. Weitere Eingrabungen. Ein eimergroßer Felsstein in der Hügelmitte, ein weiterer im Norden. | 28931849 | BW             |
| 53° 8′ 56″ N, 10° 9′ 2″ O   | Soderstorf 125, Grabhügel      | Fast rund, Dm. ca. 10 m; H. ca. 0,5 m. Oberfläche stark zerklüftet und durch Stellungsbauten beschädigt. Zahlreiche Steine fühlbar. Durch alten Weg am Ost-Rand angeschnitten. | 28931851 | BW             |
| 53° 8′ 22″ N, 10° 9′ 11″ O  | Soderstorf 130, Grabhügel      | Oval, Dm. Ost-West 11 m, Nord-Süd noch ca. 6 m; H. 0,9 m. Ca. 1/3 der Nord-Seite alt abgegraben, die übrigen Ränder, besonders im Osten, angegraben. Am Ost-Rand ein großer Felststein (ca. 0,60 × 0,40 in) frei. Oberfläche unregelmäßig. Über den Süd-Rand ein Zaun in Richtung Ost-West.    | 28931863 | BW             |
| 53° 8′ 22″ N, 10° 9′ 12″ O  | Soderstorf 131, Grabhügel      | | 28931865 | BW             |
| 53° 9′ 7″ N, 10° 8′ 24″ O   | Soderstorf 144, Grabhügel      | Rund, Dm. 12 m; H. ca. 0,7 m. Oberfläche durch mehrere kleine Mulden zerklüftet. Nach Nordwesten, Norden und Nordosten fällt der Rand steil ab, nach Süden allmählich auslaufend. | 28931985 | BW             |
| 53° 8′ 52″ N, 10° 8′ 47″ O  | Soderstorf 149, Grabhügel      | Fast rund, im Volksmund „Grote Schal“ genannt. Dm. ca. 12 m; H. 1,2 m. Rand abgesetzt. Im Zentrum eine große Eingrabung, z.T. verfüllt. Am Rande zahlreiche Steine bis Kopfgröße frei. Weitere Eingrabungen am Hügelrand.                                                                      | 28931995 | BW             |
| 53° 8′ 24″ N, 10° 9′ 17″ O  | Soderstorf 153, Grabhügel      | Oval, L. 13 m, Br. 11 m und H. 0,8 m. Am W-Rand eine große Eingrabung, mit davor abgelagerter Aushuberde. Rand läuft aus. | 28932097 | BW             |
| 53° 8′ 50″ N, 10° 10′ 11″ O | Soderstorf 155, Grabhügel      | Fast rund, Dm. 11 m; H. 0,5 m. Einige Granitsteine ertastbar. Nordwest-Rand angeschnitten, ansonsten auslaufend. Einige Mulden, Kuppe abgeflacht. | 28932101 | BW             |
| 53° 8′ 47″ N, 10° 10′ 18″ O | Soderstorf 156, Grabhügel      | Fast rund, Dm. 18 m; H. 1,4 m. In der Kuppe eine flache Mulde, Rand abgesetzt. | 28932103 | BW             |
| 53° 8′ 47″ N, 10° 10′ 20″ O | Soderstorf 157, Grabhügel      | Fast rund, Dm. 18 m; H. 1,2 m. Rand schwach abgesetzt. Mehrere rinnenartige Eingrabungen und Oberfläche zergraben. Einige bis kopfgroße Granitsteine sichtbar. | 28932105 | BW             |
| 53° 8′ 37″ N, 10° 9′ 33″ O  | Soderstorf 187, Grabhügel      | Fast rund, Dm. ca. 8 m und H. 0,4 m.Oberfläche unregelmäßig und mehrere Mulden und Aufschüttungen. Östl. eine flache, weite Mulde. Mit der Sonde sind Steine im Hügelkern ertastbar. | 28932350 | BW             |
| 53° 9′ 11″ N, 10° 6′ 45″ O  | Soderstorf 188, Grabhügel      | Oval, Dm. Nord-Süd 13 m; Ost-West 10 m; H. 1,1 m. In der Hügelmitte eine Eingrabung. Zahlreiche, überwiegend faustgroße Rollsteine. Mit der Sonde sind zahlreiche weitere lose Steine dicht an dicht liegend zu erkennen.                                                                      | 28932352 | BW             |
| 53° 7′ 35″ N, 10° 8′ 57″ O  | Soderstorf 192, Grabhügel      | Fast rund, Dm. 15 m; H. 1,1 m. Einige bis zu eimergroße Granitsteine freiliegend. Rand abgesetzt. Zentrale Mulde, Dm. ca. 5 m. | 28932360 | BW             |
| 53° 7′ 32″ N, 10° 6′ 18″ O  | Soderstorf 225, Grabhügel      | Fast rund, Dm. 14 m; H. 0,8 m. Kuppe abgeflacht und Rand auslaufend. Von flachen Pflanzfurchen überzogen. | 28932603 | BW             |
| 53° 6′ 56″ N, 10° 8′ 29″ O  | Soderstorf 227, Grabhügel      | Fast rund, Dm. ca. 13 m; H. im Westen 0,5 m; H. im Osten 0,2 m. Kuppe sehr abgeflacht und Rand auslaufend. Von flachen Pflanzfurchen überzogen. Im Süd-Bereich eine Ost-West orientierte Schneise.                                                                                             | 28932605 | BW             |

### Soderstorf 35
- ID:28933064
- Etwa 3 km südwestlich von Soderstorf liegt auf fast ebenem Gelände eine Gruppe von drei Grabhügeln. Dm. 7 – 9 m; H. 0,3 – 0,5 m.

| Lage                       | Bezeichnung   | Beschreibung | ID       | Bild |
| -------------------------- | ------------- | --- | -------- | ---- |
| 53° 7′ 36″ N, 10° 6′ 14″ O | Soderstorf 35 | Fast rund, Dm. 9 m; H: 0,5 m. Kuppe abgeflacht und Rand auslaufend. Eine Nordost-Südwest orientierte Schneise mit Fahrspur. Im Südost-Bereich ein eimergroßer Granitstein. | 28933066 | BW   |
| 53° 7′ 36″ N, 10° 6′ 15″ O | Soderstorf 36 | Rund, Dm. 7 m; H. 0,3 m. Kuppe abgeflacht und Rand auslaufend. Am Nordwest-Rand verläuft Schneise.                                                                         | 28933068 | BW   |
| 53° 7′ 36″ N, 10° 6′ 15″ O | Soderstorf 37 | Oval, Nordost-Südwest orientiert, L. 7 m; Br. 4 m; H. 0,3 m. Kuppe abgeflacht und Rand auslaufend. Südost-Bereich angeschnitten.                                           | 28933070 | BW   |

### Soderstorf 110
- ID:28933687
- Etwa 1 km südlich von Thansen liegt eine Gruppe von drei Grabhügeln (FStNr. 111, 112, 216). Dm. 8,5 – 12,5 m; H. 0,7 – 1,4 m; einem Urnenfriedhof (FStNr. 110) mit leicht überhügelten Urnengräbern und Urnenflachgräbern (in Steinsetzungen) sowie einer Wegespur (FStNr. 183). Die Grabanlagen bilden aufgrund ihrer exponierten Lage in einer Heidefläche ein besonders eindrucksvolles Denkmalensemble.

| Lage                       | Bezeichnung                     | Beschreibung                                     | ID       | Bild |
| -------------------------- | ------------------------------- | ------------------------------------------------ | -------- | ---- |
| 53° 7′ 24″ N, 10° 8′ 23″ O | Soderstorf 110, Brandgräberfeld |                                                  | 28933689 | BW   |
| 53° 7′ 21″ N, 10° 8′ 23″ O | Soderstorf 111                  |                                                  | 28933691 | BW   |
| 53° 7′ 21″ N, 10° 8′ 24″ O | Soderstorf 112                  |                                                  | 28933693 | BW   |
| 53° 7′ 24″ N, 10° 8′ 23″ O | Soderstorf 183, Wegespur        |                                                  | 28932342 | BW   |
| 53° 7′ 21″ N, 10° 8′ 26″ O | Soderstorf 216                  | Fast rund, Dm. 8,5 m; H. 0,7 m. Rand auslaufend. | 28932597 | BW   |

### Soderstorf 150
- ID:28946503
- Östlich vom Ortskern Soderstorf, südlich der Straße nach Wohlenbüttel liegt auf dem Gelände des Sägewerks eine Gruppe von einem ovalen und 2 runden Grabhügeln. Dm. 11 – 15 m; H. 0,7 – 1,4 m.

| Lage                       | Bezeichnung    | Beschreibung | ID       | Bild |
| -------------------------- | -------------- | --- | -------- | ---- |
| 53° 8′ 31″ N, 10° 9′ 18″ O | Soderstorf 150 | Rund, Dm. 11 m; H. 0,9 m. Rand abgesetzt und im Süden zum Luheufer steil abfallend. Im Norden etwas angegraben. | 28931998 | BW   |
| 53° 8′ 32″ N, 10° 9′ 21″ O | Soderstorf 151 | | 28932093 | BW   |
| 53° 8′ 32″ N, 10° 9′ 19″ O | Soderstorf 152 | Oval, Dm. Ost-West: 12,5 m, Nord-Süd: 8 m; H. 0,7 m. Rand auslaufend.                                           | 28932095 | BW   |